# Herbert Haydon Wilson
Herbert Haydon Wilson DSO (St. Kilda, Victoria, Austràlia, 14 de febrer de 1875 – Ieper, Flandes, 11 d'abril de 1917) va ser un esportista britànic que va competir a cavall del segle xix i el segle xx.
El 1908 va prendre part en els Jocs Olímpics de Londres, on guanyà la medalla d'or en la competició de polo, com a integrant de l'equip Roehampton. En aquest equip també hi competien George Arthur Miller, Patteson Nickalls i Charles Darley Miller.
Fou tinent a la Northamptonshire Yeomanry i va lluitar en la Segona Guerra Bòer. Morí al camp de batalla durant la Primera Guerra Mundial, quan servia com a capità de la Royal Horse Guards prop d'Arràs.